# 泰罗勒
泰罗勒（法語：Terroles，法語發音：[tɛʁɔl] ⓘ）是法国奥德省的一个市镇，属于利穆区。

## 地理
泰罗勒（42°59'6"N, 2°20'18"E）面积6.63 平方千米，位于法国奧克西塔尼大區奥德省，该省份为法国南部沿海省份，北起塔恩省，西北接上加龙省，西接阿列日省，南至东比利牛斯省，东临地中海，东北与埃罗省接壤。
与泰罗勒接壤的市镇（或旧市镇、城区）包括：米塞格尔、佩罗勒、圣波利卡普、瓦尔米热尔、韦拉扎。

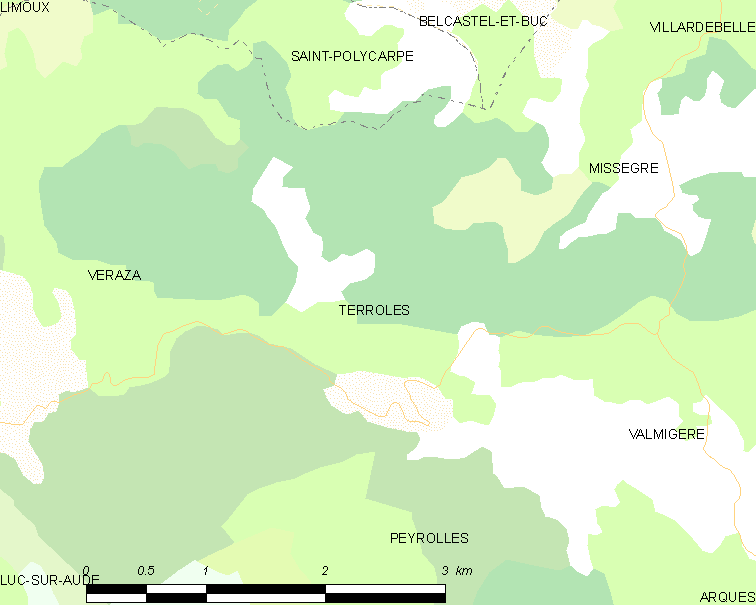
泰罗勒的OSM定位图

泰罗勒的时区为UTC+01:00、UTC+02:00（夏令时）。

## 行政
泰罗勒的邮政编码为11580，INSEE市镇编码为11389。

## 政治
泰罗勒所属的省级选区为上奥德河谷县。

## 人口

1962-2008年间泰罗勒人口变化图示

泰罗勒于2022年1月1日时的人口数量为14人。